# آلف پریچارد
آلف پریچارد (انگلیسی: Alf Pritchard; ۳۱ اوت ۱۹۲۰ – ۹ مهٔ ۱۹۹۵) بازیکن فوتبال بود.
از باشگاه‌هایی که در آن بازی کرده‌است می‌توان به باشگاه فوتبال دومبارتون و باشگاه فوتبال مکلسفیلد تاون اشاره کرد.